# Nops toballus
Nops toballus är en spindelart som beskrevs av Arthur M. Chickering 1967. Nops toballus ingår i släktet Nops och familjen Caponiidae.
Artens utbredningsområde är Jamaica. Inga underarter finns listade i Catalogue of Life.